# Glória d'Oeste
Glória d'Oeste är en kommun i Brasilien.   Den ligger i delstaten Mato Grosso, i den centrala delen av landet, 1 100 km väster om huvudstaden Brasília. Antalet invånare är 3 125.
Omgivningarna runt Glória d'Oeste är huvudsakligen savann. Runt Glória d'Oeste är det mycket glesbefolkat, med 4 invånare per kvadratkilometer.